# Горновърбенци
Горновърбенци или екшисуйци (на гръцки: Ξινονερίτες, Ксинонеритес) са жителите на село Горно Върбени (Ксино Неро), Гърция. Това е списък на най-известните от тях.

## Родени в Горно Върбени
А – Б – В – Г – Д –
Е – Ж – З – И – Й —
К – Л – М – Н – О —
П – Р – С – Т – У —
Ф – Х – Ц – Ч – Ш —
Щ – Ю – Я

### А
- Андон Д. Каргов (1892 – 1978) емигрантски деец
- Александър Турунджов (1872 – 1905), български революционер

### Б
- Благой Стефанов (1891 – 1951), американски актьор, гримьор във филмовата индустрия, директор на отделението по дикизация при компанията Юнайтед Артист Студио, пристигнал в САЩ през 1925 година[2]
- Благоя (Хаджиев) Аджиев (1923 – декември 1948), гръцки комунист, самоубил се в Кайлярско като войник на ДАГ по време на сражение през Гражданската война[3]

### В
- Вангел Попов, гръцки комунист[4]
- Васил Граматиков (1881 – 1965), американски издател
- Васил Попвачев (1879 – ?), деец на ВМОРО, войвода на четатата от Екши Су по време на Илинденско-Преображенското въстание, македоно-одрински опълченец в четата на Пандил Шишков[5]

### Г
- Георги Вангелов Врабчев (р. 1929), войник на ДАГ в Гражданската война 1947 – 1948 г., след разгрома на ДАГ, в 1950 година се установява в България, автор на спомени[6]
- Георги Робев (1915 – 1949), гръцки комунист, работник, заточен при Метаксас на Анафи, войник на ДАГ, загинал през септември 1949 година в Дъмбенската планина[7]
- Гиго (Хаджикиров) Аджикиров (1912 – 6 декември 1948), гръцки комунист, загинал като капитан от ДАГ при село Горицко[8]
- Гия Пилаева (? – 1950), гръцка комунистка, в 1941 година става членка на КПГ, арестувана в 1947 година и лежи три години в Еди куле в Солун до смъртта си в 1950 година[9]

### Д
- Димитър Иванов (1866 – ?), български революционер
- Димитър Петров Минчев, български комунист, роден на 30 октомври 1900 година, член на БКП от 1926 година, в СССР от 1934 година, арестуван на 5 март 1938 година, на 27 септември 1939 година делото е прекратено, бригадир в колхоз „Киров“, Одеска област, завърнал се в България през 1947 година[10]
- Димитър Тръпков (1870 – ?), български революционер
- Дине Клюсов (? – 1902), български революционер
- Дине Попчев (1881 – ?), български революционер

### И
- Иван Илиев Божинов (1880 – след 1943), български революционер
- Иван Граматиков (Ιωάννης Γραμματικός), гръцки андартски деец от трети клас[11]
- Иван Маркузов – поп Ваче (1849 – 1926), български революционер от ВМОРО
- Иван Чеков (1878 – 1941), български просветен деец и революционер
- Ильо Попов (1915 – 1948), гръцки комунист, в 1933 година става член на ОКНЕ под въздействието на брат си Вангел Попов, в 1935 година влиза в КПГ, арестуван и измъчван многократно по време на диктатурата на Метаксас, войник на ЕЛАС от 1941 година и на ДАГ от 1946 година, сражава се на Вич и Грамос, загива в 1948 година при Сарандапорос[4]

### К
- Катина Думкова (? – 1949), гръцка комунистка, войник на ДАГ, загинала на 5 април 1949 година при Вулгара – Котелци на Грамос[12]
- Кире Стефо, българин, православен, арестуван преди април 1904 година, обвинен в „разбунтуване, присъединявайки се към българската бунтовническа организация“, осъден от Извънредния съд на 5 години каторга, лежал в Битолския затвор, амнистиран с общата амнистия от 12 април 1904 година[13]
- Кирил Чалев, български емигрантски деец в САЩ, подпредседател на ЦК на МПО[14]
- Киряк Пилаев, гръцки комунистически деец на СНОФ
- Климент Николов (1882 – ?), български революционер, възпитаник на Битолската българска гимназия, в 1914 година завършил право в Софийския университет[15]
- Коле Поповски (р. 1942), северномакедонски учен
- Константинос Селцас (р. 1956), гръцки политик
- Кръсте Георги, българин, православен, арестуван преди април 1904 година, обвинен, че „със закани убеждавал патриаршистите да се присъединят към Българската екзархия; за разбойника Коле съставял тайни писма за убийството на ония, които се противопоставяли; и се заканвал да се пишат и изпращат петиции за присъединяване“, лежал в Следствения арест, амнистиран с общата амнистия от 12 април 1904 година[16]
- Кузман Чеков (? – 1957), български революционер

### М
- Мате Булев (1904 – 1949), гръцки партизани, деец на СНОФ, НОФ и ВМРО (обединена)
- Методи Ташовски, гръцки комунист, член на ЕАМ, народен обвинител в Горно Върбени, арестуван в 1946 година и измъчван в различни затвори и убит[17]
- Методий Чеков (1874 – 1935), български духовник
- Минче Стойчев, български художник, член на МПО
- Михаил Чеков (1873 – 1957), български революционер
- Мице Васов (? – 1903), български революционер
- Мице Кръстев Йотов (1872 – след 1943), български революционер
- Мице Цицков (? – 1908), български революционер
- Мицко Романов (1879 – 1965), български революционер от ВМОРО и ВМРО

### Н
- Наум Танас, българин, православен, арестуван преди април 1904 година, обвинен в „разбунтуване, присъединявайки се към българската бунтовническа организация“, осъден от Извънредния съд на 5 години каторга, лежал в Битолския затвор, амнистиран с общата амнистия от 12 април 1904 година[18]
- Невяна Михайлова Попова (1914 – ?), български историк[19]
- Никола Бочев (1920 – 1948), гръцки комунист, загинал в Гражданската война[20]

### П
- Пандил Стойчев, българин, православен, арестуван преди април 1904 година, обвинен в „присъединяване към българските разбойници с цел да се наруши порадъкът и повреда на телефонните линии“, осъден от Извънредния съд на 15 години каторга и 50 лири глоба, лежал в Битолския затвор, амнистиран с общата амнистия от 12 април 1904 година[21]
- Пандил Шанев (1888 – 1939), деец на българската емиграция в САЩ, председател на Македонската патриотична организация – 1924 – 1939
- Пандил Шишков (1875 – 1929), български революционер
- Пандо Турунджев (1880 – ?), български революционер от ВМОРО
- Петър Поппетров (Πέτρος Παπαπέτρος), гръцки андартски деец от трети клас[11]
- Петър Костов (1871 – 1929), български революционер, деец на ВМОРО

### С
- Симо Миче, българин, православен, арестуван преди април 1904 година, обвинен в „разбунтуване и присъединяване към българската бунтовническа организация“, осъден от Извънредния съд на 5 години каторга, лежал в Битолския затвор, амнистиран с общата амнистия от 12 април 1904 година[22]
- Сребрен Поппетров (1869 – 1950), български революционер и обществен деец
- Стефан Делев, български учител
- Стефо Васил, българин, православен, арестуван преди април 1904 година, обвинен в „разбунтуване, присъединявайки се към българската бунтовническа организация“, осъден от Извънредния съд на 5 години каторга, лежал в Битолския затвор, амнистиран с общата амнистия от 12 април 1904 година[13]

### Т
- Ташко Костов (1879 – 1975), български революционер
- Ташо Дине, българин, православен, арестуван преди април 1904 година, обвинен като „заловен със забранено оръжие и членуване в тайната бунтовническа организация“, осъден от Наказателния апелативен съд на 5 години затвор в твърдина, лежал в Битолския затвор, амнистиран с общата амнистия от 12 април 1904 година[23]
- Ташо Лифор, българин, православен, арестуван преди април 1904 година, обвинен в „разбунтуване, присъединявайки се към българската бунтовническа организация“, осъден от Извънредния съд на 5 години каторга, лежал в Битолския затвор, амнистиран с общата амнистия от 12 април 1904 година[18]
- Тего Хаджиев, български революционер от ВМОРО
- Толе Васил, българин, православен, арестуван преди април 1904 година, обвинен в „разбунтуване, присъединявайки се към българската бунтовническа организация“, осъден от Извънредния съд на 5 години каторга, лежал в Битолския затвор, амнистиран с общата амнистия от 12 април 1904 година[13]
- Трифун Иванов (? – 1920), български просветен деец

### Ц
- Циле Трайче, българин, православен, арестуван преди април 1904 година, обвинен в „разбунтуване, присъединявайки се към българската бунтовническа организация“,[13] осъден от Извънредния съд на 5 години каторга, лежал в Битолския затвор, амнистиран с общата амнистия от 12 април 1904 година[18]

### Македоно-одрински опълченци от Горно Върбени
- Благой Ат. Романов, македоно-одрински опълченец, четата на Пандо Шишков[24]
- Васил Попов (1874 – 1913), македоно-одрински опълченец, четата на подпоручик Никола Лефтеров, Четвърта рота на Десета прилепска дружина, загинал в Междусъюзническата война на 17 юни 1913 година[25]
- Васил Чеков (1884 – ?), македоно-одрински опълченец, четата на Васил Чекаларов, Първа рота на Шеста охридска дружина, Сборна партизанска рота на МОО[26] попада в гръцки плен,[27] освободен на 2 април 1914 година, след това живее и работи в София
- Георги Сетински, македоно-одрински опълченец, четата на Пандо Шишков[28]
- Иван Стойков (1867 – ?), македоно-одрински опълченец, Нестроева рота на Единадесета сярска дружина[29]
- Коста Димитров (1874 – ?), македоно-одрински опълченец, Продоволствен транспорт на МОО[30]
- Кръсто Атанасов, македоно-одрински опълченец, 45-годишен, жител на Варна, готвач, Продоволствен транспорт на МОО[31]
- Кръстьо Стефов, македоно-одрински опълченец, четата на Пандо Шишков[32]
- Марко Тишков (1872 – ?), македоно-одрински опълченец, Огнестрелен парк на МОО[33]
- Мице Г. Романов, македоно-одрински опълченец, четата на Пандо Шишков[24]
- Никола Недялков, македоно-одрински опълченец, четата на Пандо Шишков[34]
- Павел Христов, македоно-одрински опълченец, Лазарет на МОО[35]
- Пандели Просков (Пантелей, 1874 – ?), македоно-одрински опълченец, ротата на подпоручик Никола Лефтеров, Четвърта рота на Десета прилепска дружина[36]
- Пандил Шишков (Пандо, Марко Шишков), български революционер, войвода на ВМОРО, македоно-одрински опълченец, обществен деец[37]
- Пандо Манолов (1892 – ?), македоно-одрински опълченец, Продоволствен транспорт на МОО[38]
- Симо Д. Шишков, български революционер от ВМОРО
- Стефо Георгиев, македоно-одрински опълченец, четата на Пандо Шишков[39]
- Течо Динев, македоно-одрински опълченец, четата на Пандо Шишков[40]
- Толе Петров (Толе паша),[41] български революционер, войвода на ВМОРО, македоно-одрински опълченец, четата на Пандо Шишков[42]
- Филип Николов (11 ноември 1891 – ?), македоно-одрински опълченец, Втора рота на Девета велешка дружина, носител на орден „За храброст“ IV степен[43]
- Христо В. Шишков, македоно-одрински опълченец, четата на Пандо Шишков[37]
- Христо Иванов, учител в костурското село Горенци[44]
- Христо Краев, македоно-одрински опълченец, живеещ във Варна, Четвърта рота на Осма костурска дружина, Сборна партизанска рота на МОО[45]
- Христо Типев, македоно-одрински опълченец, четата на Пандо Шишков[46]

## Български общински съвет в Горно Върбени в 1941 година
- Кирил Ляпчев
- Борис Попов
- Симо Шишков
- Павел Драгнев
- Георги Райков
- Миро Гершанов
- Михаил Хаджикиров
- Благой Туранджов
- Ташо Веляшков
- Кирил Панчев[47]

## Свързани с Горно Върбени
- Борис Чалев (1923 – 2016), американски офицер и български емигрантски деец, девети президент на МПО, по произход от Горно Върбени[14]